# Melkweg

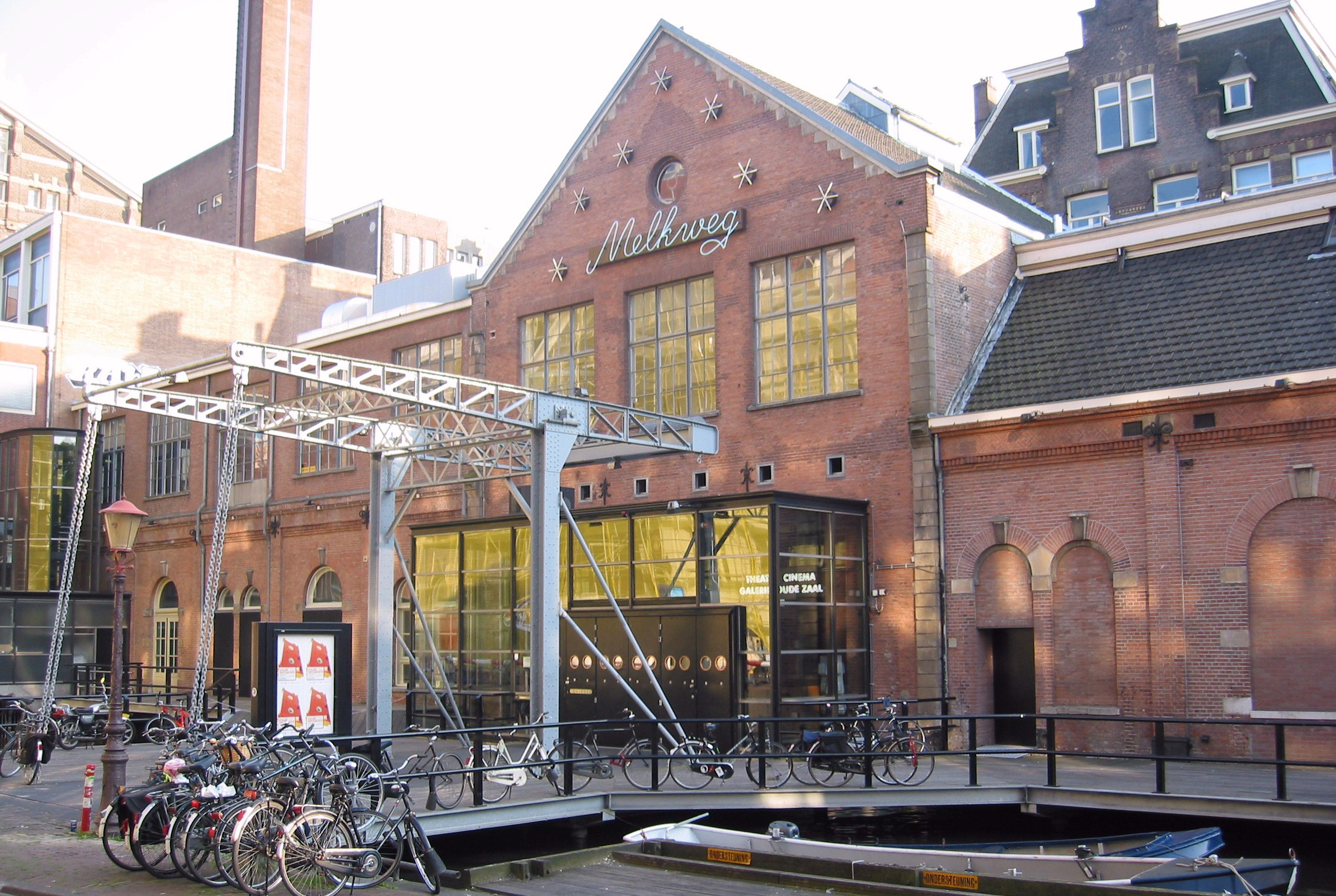
L'entrata del Melkweg

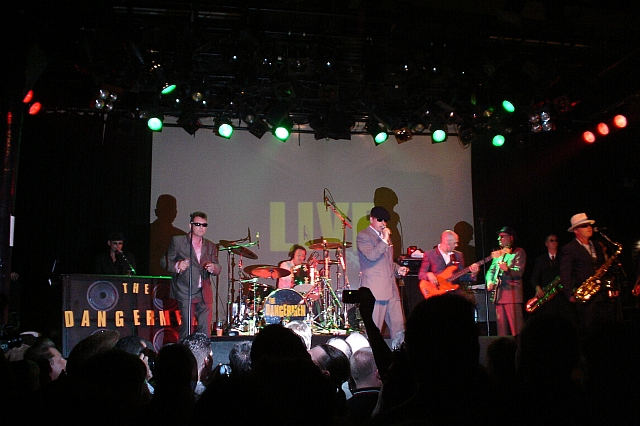
I Madness in concerto al Melkweg nel 2005

Il Melkweg (in italiano: "via lattea") è una famosa sala da concerti e centro culturale di Amsterdam, nei Paesi Bassi. 
Si trova nei pressi di Leidseplein, la centrale piazza nella zona dove sono concentrati buona parte degli intrattenimenti notturni cittadini. L'edificio era in precedenza un'officina ed è attualmente suddiviso in diversi locali di misure varie. Oltre all'ampia sala da concerti, si trovano un locale destinato a rappresentazioni teatrali e di danza, un cinema, una sala per mostre fotografiche ed una per manifestazioni di arte multi-mediale. Il Melkweg è gestito da un'organizzazione non a scopo di lucro fondata nel 1970.
Destinato principalmente a eventi di musica rock, ha ospitato concerti di diversi artisti di primo piano internazionale tra i quali Robbie Williams, Jakob Dylan, Lady Gaga, Jeff Mills, Willie Nelson, Lostprophets, U2, Arctic Monkeys, Anastacia, Dir en grey, N.E.R.D, Hiro Yamamoto, Beastie Boys, The Darkness, Coldplay, Queens of the Stone Age, Foo Fighters, NOFX, Black Rebel Motorcycle Club, Bad Religion, Fun Lovin' Criminals, The Rasmus, Jango Edwards e Brett Anderson.
È stato citato dalla band di country-rock Cracker nella canzone Euro-Trash Girl e dai punk Lagwagon nel brano Infectious. Compare nel titolo del brano degli Half Man Half Biscuit Prag Vec at the Melkweg. Il titolo della canzone Under the Milky Way dei The Church è riferito al Melkweg. L'EP di Heather Nova Live from the Milky Way e l'album degli Spacemen 3 Performance sono stati registrati in concerti dal vivo al Melkweg.